# Hieronim Burek
Hieronim Burek (ur. 13 maja 1930 w Sadkowicach, zm. 19 października 2017 w Radomiu) – polski tokarz i działacz socjalistyczny, poseł na Sejm PRL VI kadencji.

## Życiorys
Syn Pawła i Anny. Uzyskał wykształcenie średnie, ukończył Gimnazjum Mechaniczne im. J. Kilińskiego w Radomiu. W 1950 podjął pracę w Zakładach Metalowych im. gen. Waltera.
Należał do Organizacji Młodzieży Towarzystwa Uniwersytetu Robotniczego, a od 1948 do Związku Młodzieży Polskiej. Do Polskiej Zjednoczonej Partii Robotniczej wstąpił w 1953. Był I sekretarzem podstawowej organizacji partyjnej w Narzędziowni, a także członkiem egzekutywy Komitetu Zakładowego, Komitetu Miejskiego PZPR w Radomiu i Komitetu Wojewódzkiego partii w Kielcach, a także delegatem na VI Zjazd PZPR. W 1972 uzyskał mandat posła na Sejm PRL w okręgu Radom. Zasiadał w Komisji Górnictwa, Energetyki i Chemii, Komisji Oświaty i Wychowania oraz w Komisji Przemysłu Ciężkiego i Maszynowego.
Został pochowany na cmentarzu komunalnym w Radomiu.

## Odznaczenia
- Złoty Krzyż Zasługi
- Brązowy Krzyż Zasługi
- Odznaka 1000-lecia Państwa Polskiego
- Odznaka „Za Zasługi dla Kielecczyzny”
- Odznaka „Przodownik Pracy Socjalistycznej” (dwukrotnie)